# Limbach bei Neudau
Limbach bei Neudau - dawna gmina położona w zachodniej Austrii, w Styrii, w powiecie Hartberg. 1 stycznia 2015 została rozwiązana, a tereny jej włączono do gmin targowych Bad Waltersdorf oraz Neudau.